# Louis de Gourdon de Genouillac
Louis de Gourdon de Genouillac (né à Bordeaux en 1574, mort le 13 janvier 1653), ecclésiastique, fut évêque de Tulle de 1600 à 1653.

## Biographie
Louis de Gourdon de Genouillac, souvent nommé Jean Ricard de Gourdon de Genouillac de Vaillac, est l'un des 23 enfants de Louis de Gourdon de Genouillac (vers 1540-1615), comte de Vaillac et gouverneur de Bordeaux et d'Anne de Montberon (vers 1554-1588). Après la mort de son oncle Flotard Ricard de Gourdon de Genouillac de Vaillac en 1586, le siège épiscopal est transmis à son vicaire général Antoine de La Tour ; ce dernier déjà âgé est l'un des « clients » de la famille Ricard de Genouillac. Il résigne l'évêché dès 1594 en faveur de Jean Visandon qui ne semble pas avoir obtenu de confirmation pontificale et qui n'est pas reconnu par le chapitre de chanoines de Tulle, et qui meurt en 1599. 
L'évêché demeure vacant jusqu'à ce que la famille de Genouillac obtienne l'accord du roi et une dispense d'âge pour l'accession à l'épiscopat de Louis âgé de 25 ans. Né en 1574, il est tonsuré dès 1588 à Bordeaux. On ne connait pas sa formation mais le Saint-Siège accepte de considérer qu'il est docteur en droit canon et sous-diacre lors de sa nomination en 1599. Il est consacré par l'évêque de Lectoure. Il participe à l'Assemblée du clergé de 1603 et aux États généraux de 1614.